# Naissance
Pour les articles homonymes, voir Naissance (homonymie).
 (juillet 2022).
Si vous disposez d'ouvrages ou d'articles de référence ou si vous connaissez des sites web de qualité traitant du thème abordé ici, merci de compléter l'article en donnant les références utiles à sa vérifiabilité et en les liant à la section « Notes et références ».
 (janvier 2025).

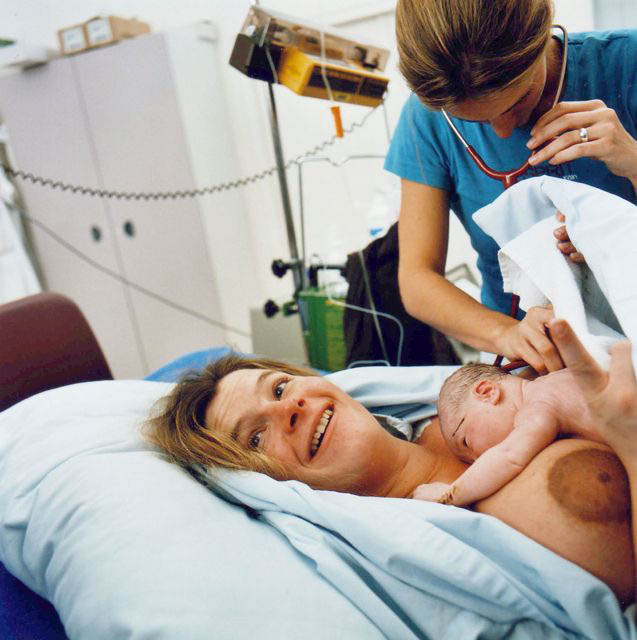
Naissance d'un nourrisson.

La naissance, ou parturition, est le moment du début de l'existence autonome (en dehors de l'organisme maternel ou d'un œuf) d'un être vivant. D'une manière générale, pour un animal, la naissance est considérée comme le moment où il sort du ventre de sa mère chez les mammifères, ou de l'œuf chez les reptiles, oiseaux, batraciens, insectes et la plupart des poissons.
Le terme est également utilisé par analogie pour désigner le début d'une période, d'un phénomène, ou encore d'une chose inanimée.

## Chez l'Homo sapiens
Chez les Homo sapiens, la gestation dure environ neuf mois ; cette période qui précède la naissance est également appelée grossesse.  La naissance se passe de manière très différente selon les lieux ou les époques ; « Tu enfanteras dans la douleur  » est le message retenu de la Bible, qui semble avoir longtemps dominé en Occident (jusqu'à la théorie et à la pratique de l’accouchement sans douleur), alors que bien des peuples semblent considérer l'accouchement et la naissance comme plus naturels, une seconde naissance étant d'ailleurs souvent célébrée lors de cérémonies d'initiation. C'est le cas par exemple de l'initiation à une religion : circoncision juive ou islamique, baptême chrétien, scarifications rituelles, etc.

### Définitions
- La naissance biologique se produit à l'accouchement, lorsque l'enfant est expulsé du ventre maternel, puis que le cordon ombilical est coupé ; l'enfant devient alors capable d'une activité respiratoire autonome.
- Du point de vue juridique l'heure et le lieu de naissance a une importance qui justifie dans la plupart des pays développés la définition très stricte de l'instant de la naissance, qui aura de très nombreuses conséquences dans le droit (et parfois la morale dans certains contextes culturels).
- En droit, la naissance définit le point de départ de l'existence d'une personne : une personne qui naît acquiert d'office[1] une personnalité juridique, source de droits (notamment le droit à la vie) mais aussi d'obligations. Ainsi, une fois né, tout acte allant contre l'intégrité de la vie d'un être humain peut être appréhendé comme un homicide. Le statut juridique et moral d'avant la naissance est soumis à des fluctuations culturelles et religieuses : pour certaines conceptions religieuses, l'embryon de moins de trois mois, et dès la conception, ne peut être empêché de se développer sans que les personnes qui prennent cette décision ne soient condamnables. Deux comportements sont particulièrement visés : l'avortement et la non-assistance médicale à un enfant dont on estime qu'il ne sera pas viable. Mais, il y a aussi le cas de la mort du fœtus : une personne qui tue accidentellement un fœtus dans le ventre de sa mère (accident de voiture, empoisonnement, maltraitances...) est-elle coupable d'un homicide ? La question est tranchée différemment selon les différents droits nationaux en fonction des représentations sociales propres à chaque nation.
- Le lieu de naissance a des conséquences juridiques et sociales. Il est source de droits et devoirs, notamment en tant que déterminant de la nationalité (pour les pays partisans d'un droit du sol).
- La date de naissance détermine l'âge d'une personne et sa date d'anniversaire, et — juridiquement, souvent via un acte de naissance — certains de ses droits (concept de majorité). En France, jusqu'en 2006, selon que la date de naissance était située ou non dans le cours d'un mariage, elle servait de discriminant aux concepts d'enfant légitime et d'enfant naturel. La date de naissance est utilisée par les astrologues pour définir l'horoscope et le thème astral d'une personne.
- Dans la morale et la religion, la question de la naissance a longtemps été débattue, pour alimenter les questions juridiques sur le droit de l'enfant à naître et de l'enfant non-viable. Augustin d'Hippone, théologien et père de l'Église s'est par exemple demandé à quel moment le fœtus pouvait être doté d'une âme ; il situait différemment cette date selon le sexe de l'enfant : les garçons — selon lui — avaient une âme plus précocement. Au XXIe siècle, une grande partie du combat des collectifs pros-vie contre l'avortement repose sur la reconnaissance de droits à l'enfant à naître.

### Folklore, mythes et religions

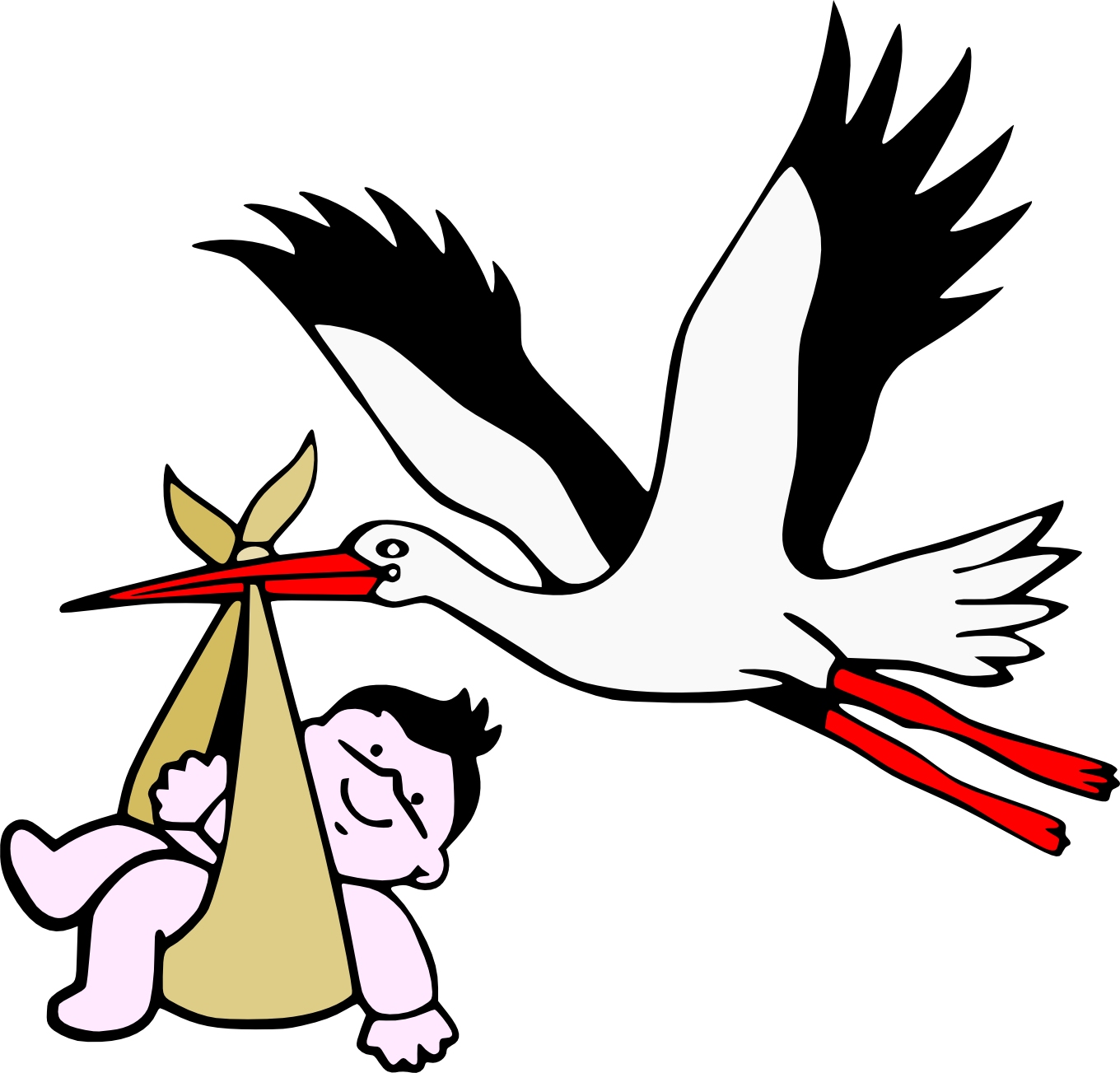
Une cigogne et un nouveau-né.

- Les naissances (d'un dieu, d'un héros, etc.) sont des éléments importants de très nombreux mythes. La naissance semble également souvent représentée dans les cérémonies d'initiation traditionnelles.
- Dans les pays occidentaux, les adultes embarrassés par les questions sexuelles liées à la conception racontaient souvent aux enfants des histoires folkloriques, comme la naissance dans les choux ou le transport des nouveau-nés par des cigognes.
- Noël est une fête chrétienne qui célèbre chaque année la Nativité, c'est-à-dire la naissance de Jésus-Christ. La date de naissance exacte du Christ étant inconnue, sa fête a été fixée liturgiquement le 25 décembre dans la plupart des pays. La naissance de Jean le Baptiste[2] et celle de Marie[3] sont également célébrées dans la religion chrétienne.

## Âge de la mère
En Europe le recul de l'âge de la mère s'explique par différents facteurs : durée des études, emploi féminin, installation dans la vie avec diplômes, emploi stable, logement et vie de couple.
| Le graphique qui aurait dû être présenté ici ne peut pas être affiché car il utilise l'ancienne extension Graph, désactivée pour des questions de sécurité. Des indications pour créer un nouveau graphique avec la nouvelle extension Chart sont disponibles ici . |
| Source : Live births by mother's age and birth order [demo_fordagec] Dernière mise à jour : 01-05-2017, année 2015 |

## Naissances multiples
- Les jumeaux dans de nombreuses civilisations ont été considérés d'une manière particulière, comme aussi dans les mythes et religions (Romulus et Rémus, Castor et Pollux, etc.).
- Du point de vue de la santé, les naissances multiples posent souvent plus de problèmes, et le développement de la conception assistée pose de nouvelles questions éthiques et épidémiologiques. En effet les FIV et l'utilisation de la stimulation ovarienne augmentent beaucoup le risque d'avoir des jumeaux ou des triplés (quel que soit l'âge de la mère[5]), souvent associés à une prématurité et à un risque plus élevé de problèmes de développement ensuite. Le risque de mortalité pour la mère est également augmenté. 
Les traitements de stimulation ovarienne utilisés dans les années 1990-2010 ont permis de multiplier par 4 le nombre de naissances par rapport aux autres traitements, et ils sont à l'origine de 4,5 % des naissances aux États-Unis, mais ils sont aussi à l'origine de presque 23 % de naissances multiples, souvent prématurées. Ces bébés prématurés plus nombreux correspondent à un coût supplémentaire de 26 millions de dollars/an pour les seuls États-Unis, non inclus les coûts de soins dans la vie future. Une autre question, éthique, est que les parents ne pouvant pas avoir naturellement d'enfants pourraient ainsi faire passer à leur descendance des gènes délétères.